# Jastrzębski Węgiel

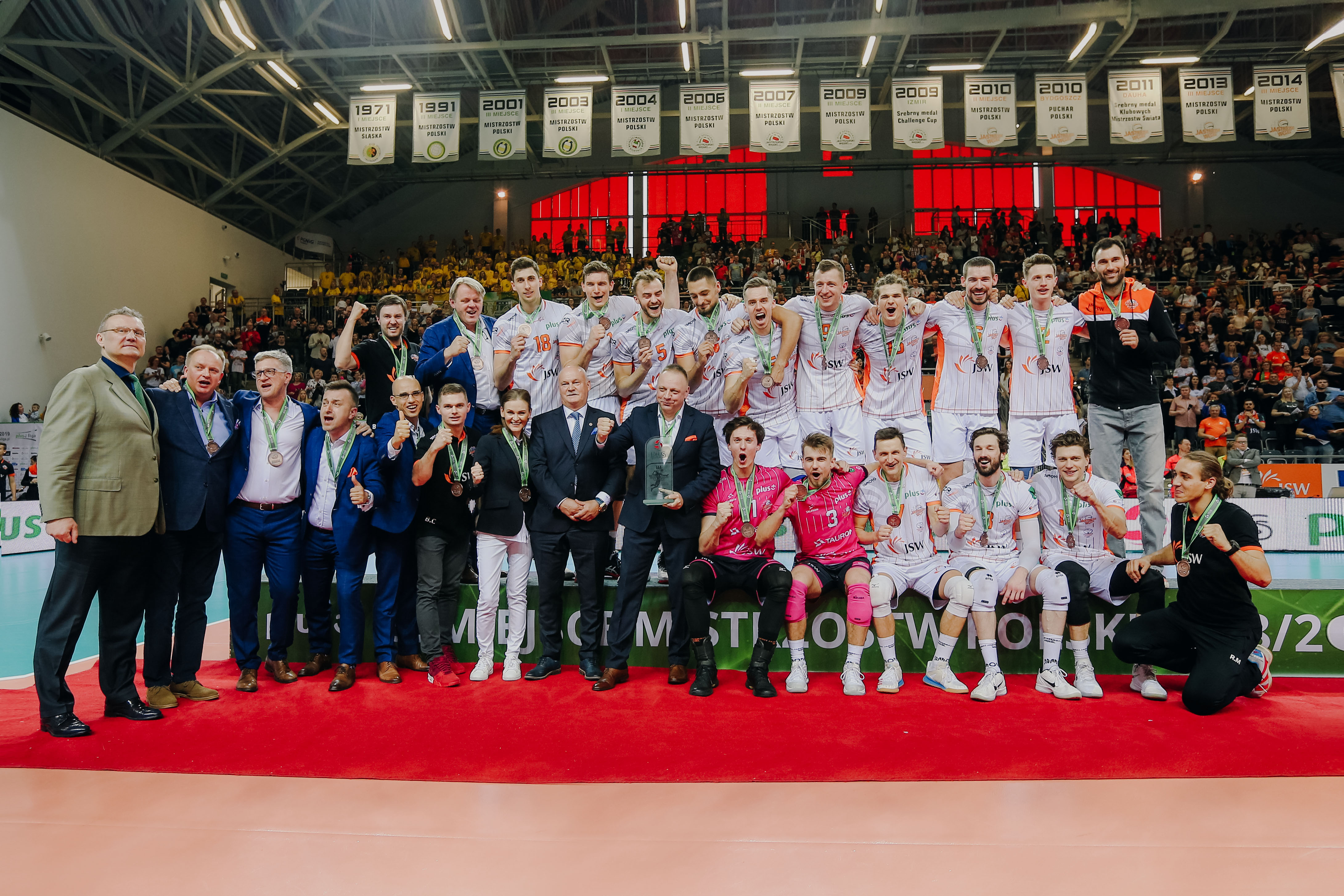
Zawodnicy Jastrzębskiego Węgla brązowymi medalistami Mistrzostw Polski w sezonie 2018/2019

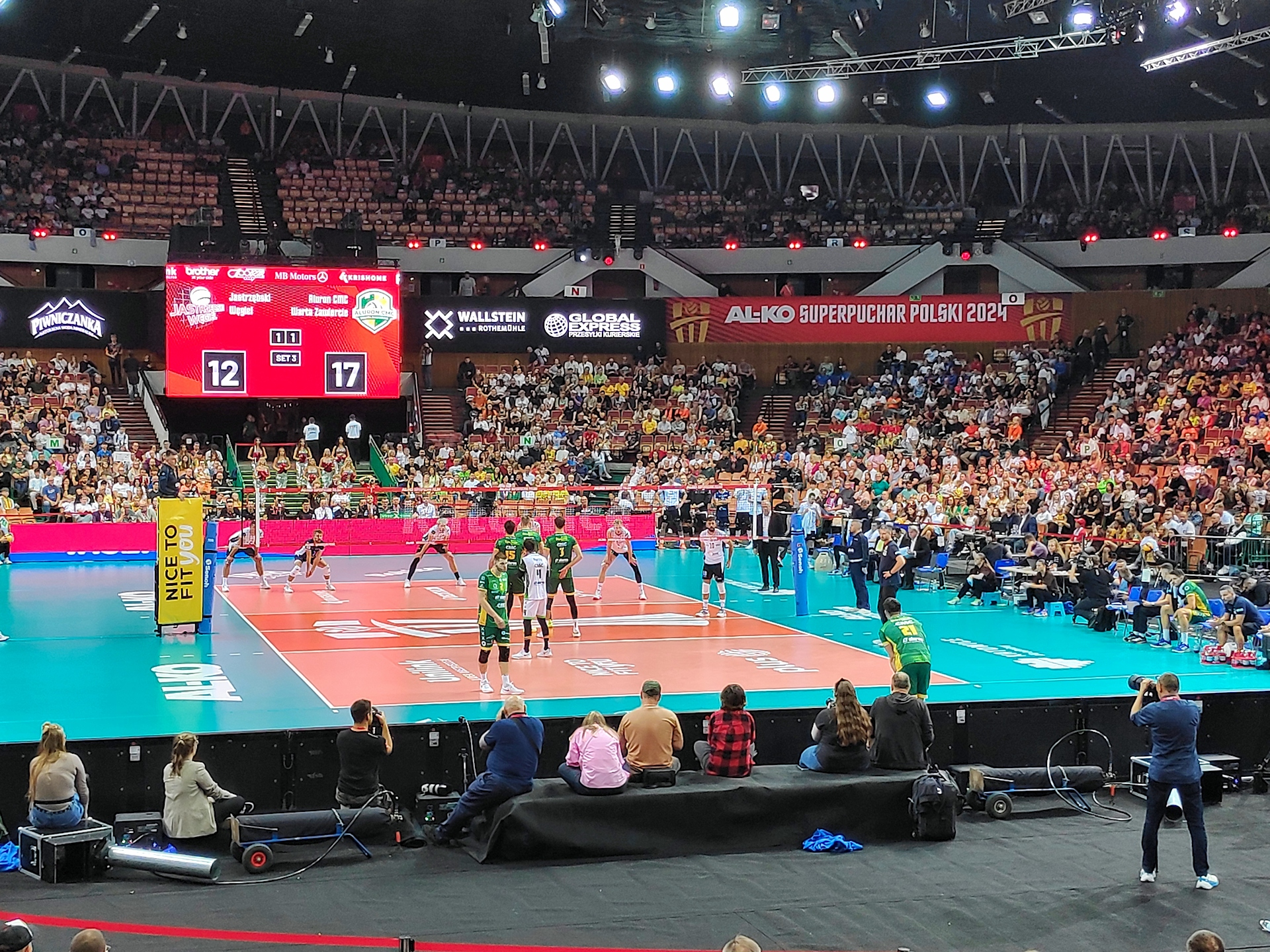
Siatkarze Jastrzębskiego Węgla w meczu Superpucharu Polski 2024 z Aluronem CMC Wartą Zawiercie

JSW Jastrzębski Węgiel – polski męski klub siatkarski (jednosekcyjny) z siedzibą w Jastrzębiu-Zdroju. Od 2025 roku klub funkcjonuje pod obecną nazwą.
Od 2 maja 2005 klub działa jako spółka akcyjna.

## Historia
Dotychczas klub wywalczył łącznie 16 medali mistrzostw Polski: 4 złote, 4 srebrne i 8 brązowych. W polskiej ekstraklasie występuje nieprzerwanie od sezonu 1997/1998, takim stażem w lidze mogą się pochwalić tylko dwie drużyny grające obecnie w PlusLidze.
W klubie występowało wielu reprezentantów Polski, medalistów mistrzostw świata i olimpijczyków oraz gwiazd światowej siatkówki, jak Płamen Konstantinow, Guillaume Samica, Paweł Abramow, Michał Łasko, Michał Kubiak, Lukas Kampa, Julien Lyneel czy Dawid Konarski.
Drużynę trenowali znani trenerzy: Lorenzo Bernardi, Ferdinando de Giorgi, a także Slobodan Kovač. Obecnie dzięki wsparciu strategicznego sponsora, Jastrzębskiej Spółki Węglowej, drużyna z Jastrzębia-Zdroju należy do najbardziej znanych siatkarskich ekip nie tylko w Polsce, ale również w Europie i świecie.
Od sezonu 2012/2013 klub realizuje projekt siatkówki młodzieżowej pod nazwą Akademia Talentów Jastrzębskiego Węgla. Projekt zakłada szkolenie z całej Polski pod okiem znanych i cenionych trenerów. 90 chłopców zostało zgłoszonych do rozgrywek młodzików, kadetów, juniorów, III ligi oraz Młodej Ligi.
Jastrzębski Węgiel w sezonie 2013/2014 zagrał nie tylko w rozgrywkach Plusligi, ale także w II lidze. Zespół zagrał pod szyldem Akademii Talentów Jastrzębskiego Węgla.
Jastrzębski Węgiel w sezonie 2013/2014 awansował do finałowego turnieju Ligi Mistrzów, pokonując w meczach ćwierćfinałowych Asseco Resovię Rzeszów. W Final Four tego sezonu siatkarze pokonali Zenit Kazań i zdobyli brązowy medal tych rozgrywek.
Jastrzębski Węgiel ustanowił przez ostatni czas rekord wiekowy. W barwach tego klubu wystąpił najmłodszy zawodnik w PlusLidze – Maksymilian Granieczny. Młody libero pojawił się na boisku w listopadzie 2020 roku mając zaledwie 15 lat. Natomiast 3 lutego 2024 roku w meczu z GKS-em Katowice zagrał najstarszy siatkarz PlusLigi 45-letni rozgrywający Jarosław Macionczyk.
W 4. kolejce PlusLigi (2024/2025) przeciwko PGE Projektowi Warszawa pod koniec 4 seta wygrali długą i wymagającą wymianę.

### Chronologia nazw
- 1949: LZS Jastrzębie
- 1961: Górnik Jastrzębie
- 1963: Górnik Jas-Mos
- 1970: GKS Jastrzębie
- 1990: Jastrzębie Borynia
- 2001: Ivett Jastrzębie Borynia
- 2004: Jastrzębski Węgiel
- 2025: JSW Jastrzębski Węgiel

### Sukcesy
Mistrzostwa Polski:
- 1. miejsce (4x): 2004, 2021, 2023[5], 2024
- 2. miejsce (4x): 2006, 2007, 2010, 2022
- 3. miejsce (8x): 1991, 2001, 2003, 2009, 2013, 2014, 2017, 2019

 Puchar Polski:
- 1. miejsce (2x): 2010, 2025[6]
- 2. miejsce (8x): 2008, 2012, 2014, 2019, 2021, 2022[7], 2023[8], 2024[9]

 Superpuchar Polski:
- 1. miejsce (2x): 2021, 2022[10]
- Finał (2x): 2023, 2024

 Liga Mistrzów:
- 2. miejsce (2x): 2023[11], 2024[12]
- 3. miejsce (2x): 2014, 2025[13]
- 4. miejsce (1x): 2011

 Puchar Challenge:
- 2. miejsce (1x): 2009

 Klubowe Mistrzostwa Świata:
- 2. miejsce (1x): 2011

PreZero Grand Prix PLS:
- 1. miejsce: 2020

Sukcesy Młodzieżowe:
 Mistrzostwa Polski Juniorów:
- 1. miejsce (3x): 2015, 2017, 2022
- 2. miejsce (4x): 1992, 2016, 2020, 2021
- 3. miejsce (4x): 1993, 1996, 1997, 2019

 Mistrzostwa Polski Kadetów:
- 1. miejsce (4x): 1991, 1995, 2016, 2020
- 2. miejsce (5x): 2013, 2014, 2021, 2022, 2023
- 3. miejsce (3x): 2009, 2015, 2018

 Mistrzostwa Polski Młodzików:
- 1. miejsce (6x): 2004, 2014, 2015, 2018, 2019, 2020
- 3. miejsce (2x): 2017, 2022

 Młodzieżowe Mistrzostwa Polski do lat 23 (Młoda Liga):
- 1. miejsce (1x): 2016

### Bilans sezon po sezonie
| Sezon                      | Miejsce | Puchary                                                                 |
| -------------------------- | ------- | ----------------------------------------------------------------------- |
| 1979/1980 – III liga       | 1       |                                                                         |
| 1988/1989 – II liga        | 1       |                                                                         |
| 1989/1990 – I liga seria A | 4       |                                                                         |
| 1990/1991 – I liga seria A | 3       |                                                                         |
| 1991/1992 – I liga seria A | 6       |                                                                         |
| 1992/1993 – I liga seria A | 8       |                                                                         |
| 1993/1994 – I liga seria B |         |                                                                         |
| 1994/1995 – I liga seria B |         |                                                                         |
| 1995/1996 – I liga seria B |         |                                                                         |
| 1996/1997 – I liga seria B | 1       |                                                                         |
| 1997/1998 – I liga seria A | 9       |                                                                         |
| 1998/1999 – I liga seria A | 7       |                                                                         |
| 1999/2000 – I liga seria A | 5       |                                                                         |
| 2000/2001 – PLS            | 3       |                                                                         |
| 2001/2002 – PLS            | 4       | faza grupowa Puchar CEV                                                 |
| 2002/2003 – PLS            | 3       | faza grupowa Puchar CEV                                                 |
| 2003/2004 – PLS            | 1       | 1/8 Puchar CEV                                                          |
| 2004/2005 – PLS            | 4       | 1/12 LM                                                                 |
| 2005/2006 – PLS            | 2       | 1/8 Puchar CEV                                                          |
| 2006/2007 – PLS            | 2       | 1/4 Puchar CEV                                                          |
| 2007/2008 – PLS            | 4       | Finalista Pucharu Polski, 1/12 LM                                       |
| 2008/2009 – Plusliga       | 3       | Finalista Pucharu Challenge                                             |
| 2009/2010 – Plusliga       | 2       | Zdobywca Pucharu Polski, faza grupowa LM                                |
| 2010/2011 – Plusliga       | 7       | 4. miejsce w LM                                                         |
| 2011/2012 – Plusliga       | 4       | Finalista Pucharu Polski, Finalista Klubowych Mistrzostw Świata         |
| 2012/2013 – Plusliga       | 3       | 1/8 Puchar CEV                                                          |
| 2013/2014 – Plusliga       | 3       | Finalista Pucharu Polski, 3. miejsce w LM                               |
| 2014/2015 – Plusliga       | 4       |                                                                         |
| 2015/2016 – Plusliga       | 7       |                                                                         |
| 2016/2017 – Plusliga       | 3       |                                                                         |
| 2017/2018 – Plusliga       | 5       |                                                                         |
| 2018/2019 – Plusliga       | 3       | Finalista Pucharu Polski                                                |
| 2019/2020 – Plusliga       | 4       | 1/8 LM (sezon przerwany)                                                |
| 2020/2021 – Plusliga       | 1       | Finalista Pucharu Polski                                                |
| 2021/2022 – Plusliga       | 2       | Zdobywca Superpucharu Polski, Finalista Pucharu Polski, 1/2 LM          |
| 2022/2023 – Plusliga       | 1       | Zdobywca Superpucharu Polski, Finalista Pucharu Polski, 2. miejsce w LM |
| 2023/2024 – Plusliga       | 1       | Finalista Pucharu Polski, 2. miejsce w LM                               |
| 2024/2025 – Plusliga       | 4       | Zdobywca Pucharu Polski, 3. miejsce w LM                                |

Poziom rozgrywek:
     pierwszy, najwyższy ogólnokrajowy
     drugi
     trzeci
     czwarty

### Mistrzowskie składy

#### Sezon 2003/2004
| Ivett Jastrzębie Borynia | Ivett Jastrzębie Borynia | Ivett Jastrzębie Borynia | Ivett Jastrzębie Borynia | Ivett Jastrzębie Borynia |
| Nr                       | Imię i nazwisko          | Data ur.                 | Wzrost                   | Pozycja                  |
| ------------------------ | ------------------------ | ------------------------ | ------------------------ | ------------------------ |
| 1                        | Sławomir Szczygieł       | 02.06.1978               | 203                      | środkowy                 |
| 2                        | Marcin Wika              | 09.11.1983               | 194                      | przyjmujący              |
| 3                        | Przemysław Michalczyk    | 19.01.1973               | 189                      | przyjmujący              |
| 4                        | Grzegorz Pilarz          | 12.02.1980               | 188                      | rozgrywający             |
| 5                        | Radosław Rybak           | 25.03.1973               | 195                      | atakujący                |
| 6                        | Arkadiusz Terlecki       | 16.09.1980               | 201                      | środkowy                 |
| 7                        | Krzysztof Wójcik         | 20.10.1960               | 181                      | libero                   |
| 8                        | Michał Kaczmarek         | 26.12.1984               | 200                      | środkowy                 |
| 9                        | Wojciech Serafin         | 20.06.1978               | 194                      | przyjmujący              |
| 10                       | Piotr Gabrych            | 05.07.1972               | 197                      | przyjmujący              |
| 11                       | Grzegorz Nowak           | 11.03.1975               | 200                      | środkowy                 |
| 12                       | Pavel Chudík             | 19.05.1974               | 190                      | rozgrywający             |
| Trenerzy                 |                          |                          |                          |                          |
|                          | Igor Prieložný           | Trener                   | Trener                   | Trener                   |
|                          | Leszek Dejewski          | Asystent trenera         | Asystent trenera         | Asystent trenera         |

#### Sezon 2020/2021
| Nr                                      | Imię i nazwisko                       | Data ur.         | Wzrost           | Pozycja          |
| --------------------------------------- | ------------------------------------- | ---------------- | ---------------- | ---------------- |
| 1                                       | Filip Jarosiński(1)                   | 30.06.2002       | 191              | przyjmujący      |
| 2                                       | Marek Komorowski(1)                   | 25.04.2002       | 197              | atakujący        |
| 3                                       | Jakub Popiwczak                       | 17.04.1996       | 180              | libero           |
| 4                                       | Yacine Louati                         | 04.03.1992       | 197              | przyjmujący      |
| 5                                       | Jakub Bucki                           | 13.08.1988       | 197              | atakujący        |
| 7                                       | Mariusz Połyński(1)                   | 02.02.2002       | 197              | środkowy         |
| 8                                       | Michał Gierżot                        | 04.10.2001       | 205              | przyjmujący      |
| 9                                       | Łukasz Wiśniewski                     | 03.02.1989       | 198              | środkowy         |
| 10                                      | Lukas Kampa                           | 29.11.1986       | 195              | rozgrywający     |
| 11                                      | Mohammed Al Hachdadi                  | 02.02.1991       | 198              | atakujący        |
| 13                                      | Jurij Hładyr                          | 08.07.1984       | 202              | środkowy         |
| 14                                      | Eemi Tervaportti                      | 26.07.1989       | 193              | rozgrywający     |
| 15                                      | Michał Szalacha                       | 15.01.1994       | 202              | środkowy         |
| 18                                      | Maksymilian Granieczny(1)             | 07.07.2005       | 177              | libero           |
| 21                                      | Tomasz Fornal                         | 31.08.1997       | 200              | przyjmujący      |
| 22                                      | Konrad Kundera(1)                     | 22.01.2002       | 192              | rozgrywający     |
| 24                                      | Szymon Biniek                         | 30.07.1995       | 188              | libero           |
| 26                                      | Rafał Szymura                         | 29.08.1995       | 196              | przyjmujący      |
| 44                                      | Grzegorz Kosok                        | 02.03.1986       | 206              | środkowy         |
| Odeszli w trakcie sezonu                |                                       |                  |                  |                  |
| 12                                      | Stanisław Wawrzyńczyk (do 13.10.2020) | 04.01.1990       | 200              | przyjmujący      |
| 20                                      | Patryk Cichosz-Dzyga (do 30.01.2021)  | 05.01.2001       | 210              | środkowy         |
| Trenerzy                                |                                       |                  |                  |                  |
|                                         | Andrea Gardini (od 22.01.2021)        | Trener           | Trener           | Trener           |
|                                         | Luke Reynolds (do 21.01.2021)         | Trener           | Trener           | Trener           |
|                                         | Leszek Dejewski                       | Asystent trenera | Asystent trenera | Asystent trenera |
| (1) Występował w drużynie młodzieżowej. |                                       |                  |                  |                  |

#### Sezon 2022/2023
- Pierwszy trener:  Marcelo Méndez
- Drugi trener:   Henrique Furtado,  Leszek Dejewski
- Trener Akademii Talentów Jastrzębskiego Węgla:   Dariusz Luks
- Fizjoterapeuta:   Bartosz Celadyn
- Scoutman:  Bogdan Szczebak

| Nr | Imię i nazwisko                  | Data ur.   | Wzrost | Pozycja      |
| -- | -------------------------------- | ---------- | ------ | ------------ |
| 1  | Dawid Dryja                      | 21.07.1992 | 201    | środkowy     |
| 2  | Jan Hadrava                      | 03.06.1991 | 199    | atakujący    |
| 3  | Jakub Popiwczak                  | 17.04.1996 | 180    | libero       |
| 6  | Benjamin Toniutti (kapitan)      | 30.10.1989 | 183    | rozgrywający |
| 7  | Kamil Dębski                     | 17.10.1997 | 198    | przyjmujący  |
| 8  | Stéphen Boyer                    | 10.04.1996 | 196    | atakujący    |
| 9  | Łukasz Wiśniewski                | 03.02.1989 | 198    | środkowy     |
| 13 | Jurij Hładyr                     | 08.07.1984 | 202    | środkowy     |
| 17 | Trévor Clévenot                  | 28.06.1994 | 199    | przyjmujący  |
| 18 | Maksymilian Granieczny           | 07.07.2005 | 177    | libero       |
| 21 | Tomasz Fornal                    | 31.08.1997 | 198    | przyjmujący  |
| 22 | Moustapha M’Baye (od 02.01.2023) | 22.01.1992 | 198    | środkowy     |
| 26 | Rafał Szymura                    | 29.08.1995 | 196    | przyjmujący  |
| 95 | Jakub Macyra                     | 22.07.1995 | 202    | środkowy     |

## Kadra zespołu w sezonie 2025/2026[14]

### Sztab szkoleniowy[15]
- Pierwszy trener: Andrzej Kowal
- Asystenci trenera: Leszek Dejewski i Bogdan Szczebak
- Trener przygotowania motorycznego:  Andrzej Sawicki
- Fizjoterapeuci: Adrian Brudnicki i Szymon Łabuz
- Statystyk: Filip Mystkowski
- Trener Akademii Talentów Jastrzębskiego Węgla: Dariusz Luks

| Nr                     | Imię i nazwisko             | Data ur.   | Wzrost | Pozycja      |
| ---------------------- | --------------------------- | ---------- | ------ | ------------ |
| 2                      | Łukasz Kaczmarek            | 29.06.1994 | 204    | atakujący    |
| 6                      | Benjamin Toniutti (kapitan) | 30.10.1989 | 183    | rozgrywający |
| 12                     | Anton Brehme                | 10.08.1999 | 206    | środkowy     |
| 17                     | Jakub Jurczyk               | 17.02.2006 | 183    | libero       |
| 19                     | Mateusz Kufka               | 08.11.2003 | 204    | środkowy     |
| 23                     | Jordan Zaleszczyk           | 23.04.2002 | 204    | środkowy     |
| Potwierdzone transfery |                             |            |        |              |
|                        | Miran Kujundžić             | 19.06.1997 | 196    | przyjmujący  |
|                        | Joshua Tuaniga              | 18.03.1997 | 191    | rozgrywający |
|                        | Michał Gierżot              | 04.10.2001 | 206    | przyjmujący  |
|                        | Maksymilian Granieczny      | 07.07.2005 | 179    | libero       |
|                        | Łukasz Usowicz              | 13.08.1997 | 203    | środkowy     |
|                        | Nicolas Szerszeń            | 31.12.1996 | 195    | przyjmujący  |
|                        | Adam Lorenc                 | 30.10.1998 | 197    | atakujący    |
|                        | Adrian Staszewski           | 31.05.1990 | 196    | przyjmujący  |

## Zagraniczni zawodnicy
| Lata gry        | Zawodnik                |
| --------------- | ----------------------- |
| 1999–2002       | Andriej Tołoczko        |
| 2001–2002       | Ołeh Ustynow            |
| 2001–2002       | Daniel Matoška          |
| 2002–2003       | Peter Diviš             |
| 2002–2003       | Serhij Trocki           |
| 2002–2005       | Pavel Chudík            |
| 2004–2005       | Víctor Rivera           |
| 2004–2005       | José Rivera             |
| 2005–2006       | Lassepetteri Laurila    |
| 2005–2006       | Płamen Konstantinow     |
| 2005–2006       | Iwajło Stefanow         |
| 2006–2008       | Nikołaj Iwanow          |
| 2006–2011       | Igor Yudin              |
| 2007–2008       | Ewgeni Iwanow           |
| 2007–2009       | Rafael de Souza Lins    |
| 2008–2009       | Nico Freriks            |
| 2008–2009       | Guillaume Samica        |
| 2008–2011       | Benjamin Hardy          |
| 2009–2010       | Pawieł Abramow          |
| 2009–2010       | Pedro Azenha            |
| 2009–2010       | Ali Alp Çayır           |
| 2010            | Marek Novotný           |
| 2010–2011       | Lukáš Diviš             |
| 2010–2011       | Mitja Gasparini         |
| 2011–2012 2019  | Raphael Margarido       |
| 2011–2012       | Ashlei Nemer            |
| 2011–2012       | Brian Thornton          |
| 2011–2012       | Luciano Paczko Bozko    |
| 2011–2013       | Tiago Violas            |
| 2011–2013       | Russell Holmes          |
| 2011–2014       | Rob Bontje              |
| 2011–2015       | Michał Łasko            |
| 2012–2013       | Matteo Martino          |
| 2012–2013       | Simon Tischer           |
| 2013–2014       | Simon Van De Voorde     |
| 2013–2014       | Thomas Jarmoc           |
| 2013–2014       | Nicolas Marechal        |
| 2013–2015       | Dimitris Filipow        |
| 2013–2015       | Alen Pajenk             |
| 2013–2016       | Michal Masný            |
| 2014–2015       | Denis Kaliberda         |
| 2014–2015       | Guillaume Quesque       |
| 2015–2016       | Toontje Van Lankvelt    |
| 2015–2016       | Aleksander Szafranowicz |
| 2015–2018       | Jason De Rocco          |
| 2016–2017       | Scott Touzinsky         |
| 2016–2019       | Salvador Hidalgo Oliva  |
| 2016–2021       | Lukas Kampa             |
| 2017 (od marca) | Sebastian Schwarz       |
| 2017–2018       | Dardan Lushtaku         |
| 2017–2018       | Rodrigo Quiroga         |
| 2018–2020       | Christian Fromm         |
| 2018–2020       | Julien Lyneel           |
| 2019–2020       | Graham Vigrass          |
| 2019–2020       | Arturo Iglesias         |
| 2020–2021       | Yacine Louati           |
| 2020–2021       | Mohammed Al Hachdadi    |
| 2020–2023       | Eemi Tervaportti        |
| 2021–2022       | Árpád Baróti            |
| 2021–2023       | Jan Hadrava             |
| 2021–2023       | Stéphen Boyer           |
| 2021–2023       | Trévor Clévenot         |
| 2021–           | Benjamin Toniutti       |
| 2023–2024       | Edvīns Skrūders         |
| 2023–2024       | Marko Sedlaček          |
| 2023–2024       | Ryan Sclater            |
| 2023–2024       | Jean Patry              |
| 2024–2025       | Juan Ignacio Finoli     |
| 2024–2025       | Luciano Vicentín        |
| 2024–2025       | Timothée Carle          |
| 2024–           | Anton Brehme            |
| 2025–           | Joshua Tuaniga          |
| 2025–           | Miran Kujundžić         |

*zawodnicy grający w klubie od powstania PLS

## Trenerzy
| Od         | Do         | Trenerzy                                           |  |
| ---------- | ---------- | -------------------------------------------------- |  |
| ?          | 1989       | Waldemar Kuczewski                                 |  |
| 1989       | 1990       | Waldemar Kuczewski i Zdzisław Grodecki             |  |
| 1990       | 1991       | Bolesław Orlikowski i Włodzimierz Kurek            |  |
| 1991       | 1994       | Marek Kotulski                                     |  |
| 1994       | 1998       | Zdzisław Grodecki                                  |  |
| 1998       | 1999       | Waldemar Kuczewski                                 |  |
| 1999       | 2003       | Jan Such i Leszek Dejewski                         |  |
| 2003       | 2006       | Igor Prieložný i Leszek Dejewski                   |  |
| 2006       | 2007       | Ryszard Bosek i Leszek Dejewski                    |  |
| 2007       | 2007       | Tomaso Totolo i Leszek Dejewski                    |  |
| 2007       | 2010       | Roberto Santilli i Leszek Dejewski                 |  |
| 2010       | 2010       | Igor Prieložný i Miroslav Palgut                   |  |
| 2010       | 2011       | Lorenzo Bernardi i Miroslav Palgut                 |  |
| 2013       | 2014       | Lorenzo Bernardi i Massimo Caponeri                |  |
| 2014       | 2015       | Roberto Piazza i Leszek Dejewski                   |  |
| 2015       | 2018       | Mark Lebedew i Leszek Dejewski                     |  |
| 2018       | 2018       | Ferdinando De Giorgi i Leszek Dejewski             |  |
| 2018       | 2019       | Roberto Santilli, Leszek Dejewski i Luke Reynolds  |  |
| 2019       | 2019       | Luke Reynolds i Leszek Dejewski                    |  |
| 2019       | 2020       | Slobodan Kovač i Leszek Dejewski                   |  |
| 2020       | 21.01.2021 | Luke Reynolds i Leszek Dejewski                    |  |
| 22.01.2021 | 14.04.2022 | Andrea Gardini i Leszek Dejewski                   |  |
| 14.04.2022 | 2022       | Nicola Giolito i Leszek Dejewski                   |  |
| 08.08.2022 | 2025       | Marcelo Méndez i Henrique Furtado, Leszek Dejewski |  |
| 10.06.2025 |            | Andrzej Kowal                                      |  |

## Zwycięzcy rankingów
| Zawodnik               | Sezon     | Suma |
| ---------------------- | --------- | ---- |
| Piotr Gabrych          | 2003/2004 | 485  |
| Grzegorz Szymański     | 2006/2007 | 585  |
| Robert Prygiel         | 2007/2008 | 523  |
| Salvador Hidalgo Oliva | 2016/2017 | 664  |

| Zawodnik          | Sezon               | Suma  |
| ----------------- | ------------------- | ----- |
| Andriej Tołoczko  | 2000/2001           | 104   |
| Daniel Pliński    | 2004/2005 2006/2007 | 79 79 |
| Patryk Czarnowski | 2009/2010           | 88    |

| Zawodnik         | Sezon                         | %                    |
| ---------------- | ----------------------------- | -------------------- |
| Krzysztof Wójcik | 2000/2001 2001/2002 2002/2003 | 77,51% 71,33% 69,55% |
| Pawieł Abramow   | 2009/2010                     | 65,54%               |

| Zawodnik               | Sezon     | Suma |
| ---------------------- | --------- | ---- |
| Piotr Gabrych          | 2003/2004 | 405  |
| Grzegorz Szymański     | 2006/2007 | 513  |
| Robert Prygiel         | 2007/2008 | 452  |
| Michał Łasko           | 2011/2012 | 463  |
| Salvador Hidalgo Oliva | 2016/2017 | 558  |

| Zawodnik               | Sezon     | Suma |
| ---------------------- | --------- | ---- |
| Przemysław Michalczyk  | 2002/2003 | 57   |
| Salvador Hidalgo Oliva | 2016/2017 | 75   |
| Jurij Gladyr           | 2020/2021 | 59   |
| Stephen Boyer          | 2022/2023 | 77   |

## Klub Kibica
W Hali Widowiskowo Sportowej w Jastrzębiu Zdroju działa Stowarzyszenie Klub Kibica Siatkówki Jastrzębie. Stowarzyszenie działa na podstawie przepisów ustawy z dnia 07.04.1989 r. – Prawo o stowarzyszeniach (Dz.U. z 1989 r. nr 20, poz. 14 z późniejszymi zmianami).